# 1423

## Родени
- ?? – Пиер Д'Обюсон, велик магистър – хоспиталиер († 1503)